# El Parnasso español, monte en dos cumbres, dividido con las nueve musas castellanas
El Parnasso español, monte en dos cumbres, dividido con las nueve musas castellanas  (livremente traduzido para o português: O Parnaso espanhol, monte em dois cumes, dividido com as nove Musas castelhanas) é uma coletânea póstuma da poesia de Francisco de Quevedo, publicada em 1648. Trata-se de uma das primeiras tentativas de reunir toda a poesia de Quevedo. Foi editada por José Antonio González de Salas, humanista do período, cujo trabalho foi questionado posteriormente por críticos, devido ao fato de ter incluído no livro, sem muito rigor, textos apócrifos de autoria duvidosa. Nele está incluso o famoso poema ¡Ah de la vida!, com os versos Ayer se fue; Mañana no ha llegado; /Hoy se está yendo sin parar un punto: /soy un fue, y un será, y un es cansado.